# Pseudogaltonia liliiflora
Pseudogaltonia liliiflora är en liljeväxtart som beskrevs av John Charles Manning och Peter Goldblatt. Pseudogaltonia liliiflora ingår i släktet Pseudogaltonia och familjen liljeväxter. Inga underarter finns listade.